# هيتومي كيتامورا
هيتومي كيتامورا (باليابانية: 水樹たま؛ بالكانا: みずき たま) هي عارضة وتارينتو وممثلة يابانية، ولدت في 16 يوليو 1985 في سايتاما في اليابان.